# ルース・タイテルバウム

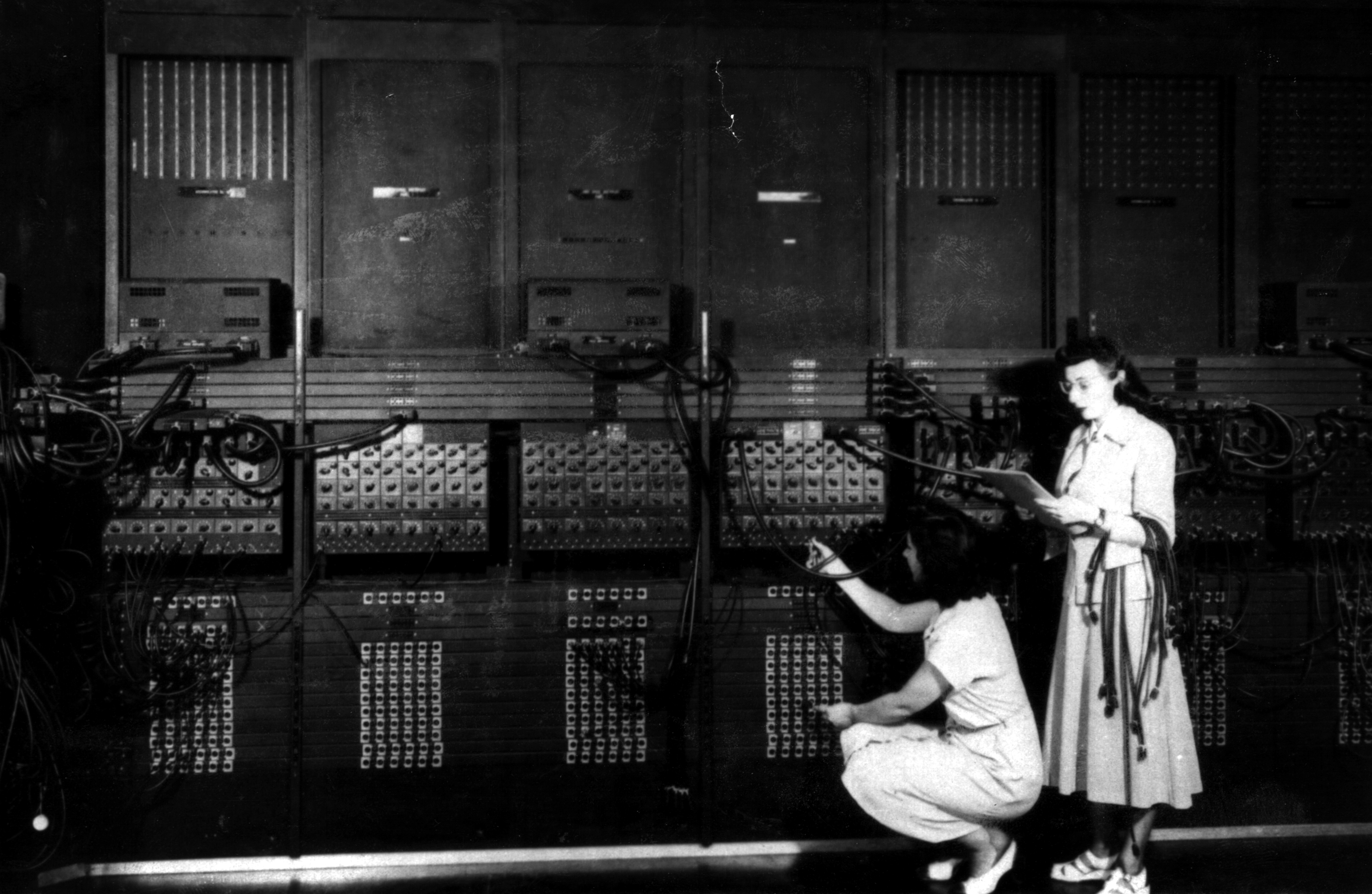
ENIACのプログラミングのために配線を変えているプログラマ。ルース・リターマン（左）とマーリン・ウェスコフ（右）

ルース・タイテルバウム（Ruth Teitelbaum、旧姓リターマン(Lichterman)、1924年 - 1986年）は、世界初の完全電子コンピュータENIACのオリジナルのプログラマの1人であり、世界初のコンピュータプログラマの1人である。 

## 教育
ニューヨーク市立大学ハンター校（ハンターカレッジ）で数学を專攻し、理学の学士号を取得した。

## キャリア
大学卒業後、ペンシルベニア大学ムーア・スクール（電気工学部）に雇用され、弾道軌道を計算する計算手となった。ムーア・スクールは、第二次世界大戦中に米軍から資金提供を受け、約80人の女性が弾道軌道を手計算し、複雑な微分計算を行っていた。
1943年6月、陸軍は世界初の完全電子デジタルコンピュータを製造する実験プロジェクトへの資金提供を決定した。タイテルバウムを含む6人の女性計算手が最初のプログラマに選ばれた。ENIACは、黒い8フィートのパネルを40個備えた巨大な装置だった。プログラマは、装置を介してデータとプログラムを処理するために、3000個のスイッチと多数のトレイにある電話交換コードを使用して、物理的にプログラムする必要があった。
マーリン・メルツァーとともに、タイテルバウムはENIACプロジェクトの特別な領域の一部を担当した。アナログ技術を使用して、彼女らは弾道軌道方程式を計算した。1946年、ENIACは一般大衆と報道機関の前で公開された。7人の女性はENIACをプログラミングする唯一のプログラマであり、プログラミング技術を他の人に教え続けた。
彼女はENIACとともにアバディーン性能試験場の弾道研究所に移動し、他のENIACプログラマを訓練するためにさらに2年間滞在した。

## 私生活
彼女はアドルフ・タイテルバウムと結婚した。結婚許可証は1948年9月17日に発行された。
ルース・タイテルバウムは1986年にテキサス州ダラスで死亡した。

## 賞と栄誉
1997年、彼女は他の5人のオリジナルのENIACプログラマと共に、Women in Technology Internationalの女性技術者の殿堂入りを果たした。本人は既に亡くなっていたため、夫が代わりに賞を受け取った。